# Pépieux
Pépieux är en kommun i departementet Aude i regionen Occitanien  i södra Frankrike. Kommunen ligger  i kantonen Peyriac-Minervois som ligger i arrondissementet Carcassonne. År 2022 hade Pépieux 1 105 invånare.

## Befolkningsutveckling
Antalet invånare i kommunen Pépieux
Referens: INSEE